# Peucetia
Peucetia là một chi nhện trong họ Oxyopidae.

## Các loài
- Peucetia akwadaensis Patel, 1978
- Peucetia albescens L. Koch, 1878
- Peucetia ananthakrishnani Murugesan et al., 2006
- Peucetia arabica Simon, 1882
- Peucetia ashae Gajbe & Gajbe, 1999
- Peucetia betlaensis Saha & Raychaudhuri, 2007
- Peucetia biharensis Gajbe, 1999
- Peucetia cayapa Santos & Brescovit, 2003
- Peucetia choprai Tikader, 1965
- Peucetia crucifera Lawrence, 1927
- Peucetia elegans (Blackwall, 1864)
- Peucetia flava Keyserling, 1877
- Peucetia formosensis Kishida, 1930
- Peucetia gauntleta Saha & Raychaudhuri, 2004
- Peucetia gerhardi Van Niekerk & Dippenaar-Schoeman, 1994
- Peucetia graminea Pocock, 1900
- Peucetia harishankarensis Biswas, 1975
- Peucetia jabalpurensis Gajbe & Gajbe, 1999
- Peucetia ketani Gajbe, 1992
- Peucetia latikae Tikader, 1970
- Peucetia lesserti Van Niekerk & Dippenaar-Schoeman, 1994
- Peucetia longipalpis F. O. P.-Cambridge, 1902
- Peucetia longipes Pocock, 1899
- Peucetia lucasi (Vinson, 1863)
- Peucetia macroglossa Mello-Leitão, 1929
- Peucetia maculifera Pocock, 1900
- Peucetia madagascariensis (Vinson, 1863)
- Peucetia madalenae Van Niekerk & Dippenaar-Schoeman, 1994
- Peucetia margaritata Hogg, 1914
- Peucetia myanmarensis Barrion & Litsinger, 1995
- Peucetia nicolae Van Niekerk & Dippenaar-Schoeman, 1994
- Peucetia pawani Gajbe, 1999
- Peucetia procera Thorell, 1887
- Peucetia pulchra (Blackwall, 1865)
- Peucetia punjabensis Gajbe, 1999
- Peucetia rajani Gajbe, 1999
- Peucetia ranganathani Biswas & Roy, 2005
- Peucetia rubrolineata Keyserling, 1877
- Peucetia striata Karsch, 1878
- Peucetia transvaalica Simon, 1896
- Peucetia virescens (O. P.-Cambridge, 1872)
- Peucetia viridana (Stoliczka, 1869)
- Peucetia viridans (Hentz, 1832)
- Peucetia viridis (Blackwall, 1858) *
- Peucetia viveki Gajbe, 1999
- Peucetia yogeshi Gajbe, 1999